# 1401
Évszázadok: 14. század – 15. század – 16. század
Évtizedek: 1350-es évek – 1360-as évek – 1370-es évek – 1380-as évek – 1390-es évek – 1400-as évek – 1410-es évek – 1420-as évek – 1430-as évek – 1440-es évek – 1450-es évek
Évek: 1396 – 1397 – 1398 – 1399 –  1400 – 1401 – 1402 – 1403 – 1404 – 1405 – 1406

## Események
- január 6. – Pfalzi Rupert német királlyá koronázása (1410-ig uralkodik).
- április 12. előtt – Húsvét előtt Zsigmond magyar király elküldi Briegbe hű lengyelét, Stiborici Stibort, hogy hozza el Magyarországra az esküvőjükre a menyasszonyát, Piast Margit briegi hercegnőt, akit az első felesége, Mária magyar királynő halála (1395) és Durazzói Johanna nápolyi királyi hercegnő (a későbbi II. Johanna nápolyi királynő) leánykérésének a meghiúsulása után a boroszlói érsek közreműködésével titokban jegyzett el 1396. május 11-én. (Az eljegyzés 1401. április 28-a, Zsigmond fogságba vetése után felbomlik, mivel Zsigmond a szabadulása érdekében eljegyzi a későbbi második feleségét, Cillei Hermann leányát, Cillei Borbálát.)
- április 28. – A Kanizsai-liga Budán elfogja Luxemburgi Zsigmondot, és Visegrádon tartja fogva. A hatalmat a királyi tanácsra ruházzák. A széthúzás miatt azonban nem jutnak egységre a király személyét illetően. Erre a Garai-liga a király mellett lép fel, saját várába Siklósra szállítják, ahol szövetséget kötnek vele. Zsigmond eljegyzi Cillei Borbálát.
- május 25. – I. Mária királynő halálával férje, I. Márton egyeduralkodó lesz Szicílában (még 1409-ig uralkodik).
- október 28. – Zsigmond Pápán ünnepélyesen megígéri, hogy nem áll bosszút elrablóin. A Garai-liga a békekötés után magához ragadja a hatalmat.
- Pfalzi Rupert német király Brescia mellett súlyos vereséget szenved Gian Galeazzo Viscontitól, Milánó hercegétől.
- Timur Lenk elfoglalja Damaszkuszt.
- Angliában új vallási reformmozgalom tűnik fel John Wycliffe vezetésével. Canterbury érseke nyomására IV. Henrik angol király a mozgalmat eretnekké nyilvánítja. Az új eszméket Londonban hirdető William Sawtre-t nyilvánosan megégetik. Később ezen tanokból születik meg Csehországban a husziták mozgalma.

## Születések
- december 21. – Masaccio, olasz korai reneszánsz festő († 1428).

## Halálozások
- május 25. – I. Mária szicíliai királynő (* 1363)